# Lista de treinadores do Sport Lisboa e Benfica

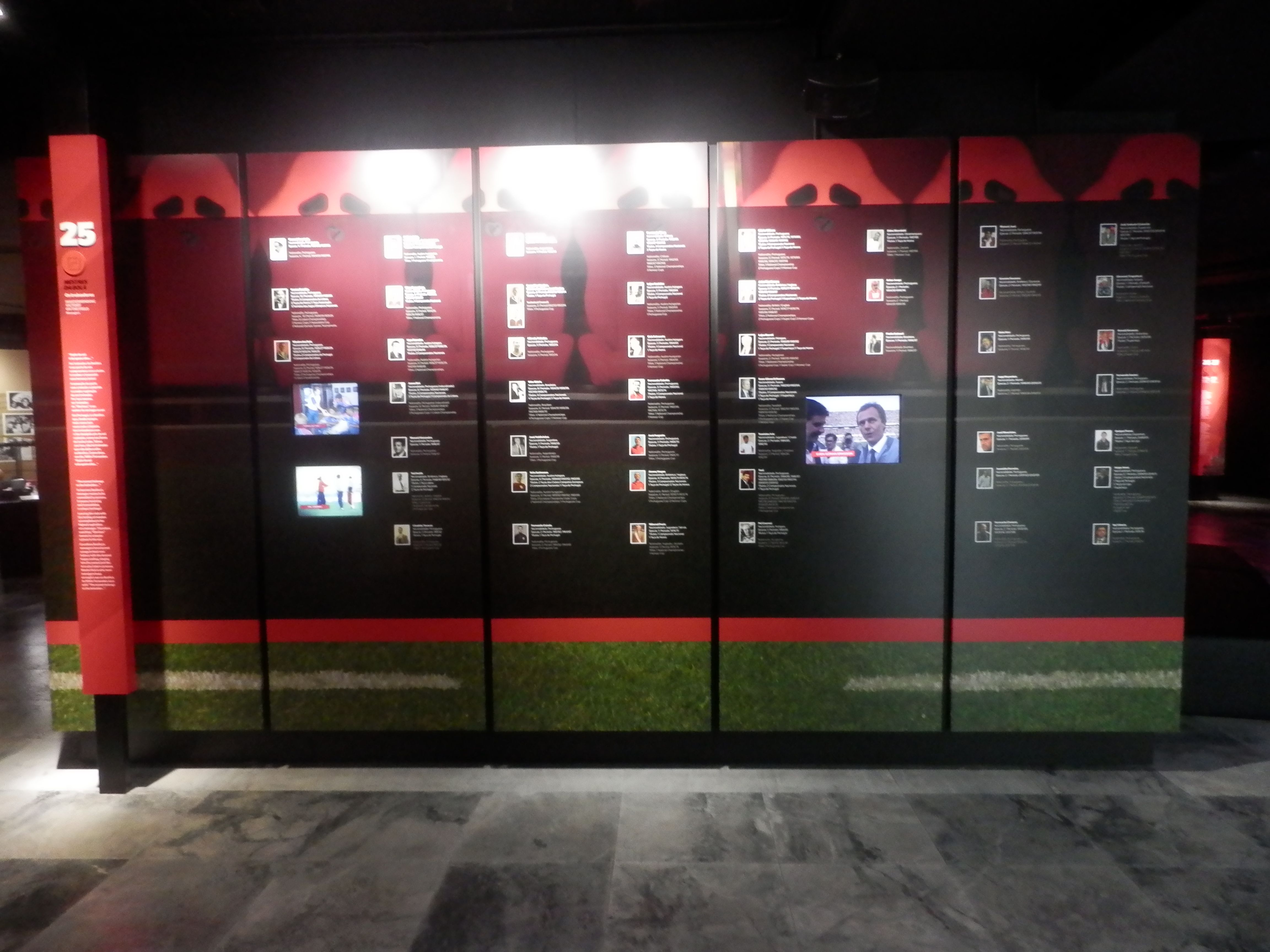
Os treinadores do Benfica

A lista de treinadores do Sport Lisboa e Benfica é vasta, com treinadores de 18 diferentes nacionalidades, além dos portugueses, o Benfica teve treinadores ingleses, húngaros, argentinos, chilenos, brasileiros, suecos, espanhóis, entre outros.
O primeiro treinador foi Manuel Goularde.
Tabela
- Nat. – País de nascimento.
- Início - Dia em que o treinador foi contratado.
- Fim – Último dia do treinador no cargo.
- J – Número de jogos.
- V – Número de vitórias.
- E – Número de empates.
- D – Número de derrotas.
- GM – Golos marcados.
- GS – Golos sofridos.
- %V – Percentagem de vitórias.
- Títulos – Títulos conquistados.

Cores
- Treinador-jogador (jogador que assumiu ao mesmo tempo o cargo de treinador)
- Treinador interino (treinador que assumiu o cargo por ausência temporária do treinador ou até à contratação de um treinador efectivo)

Atualizado a 30 de junho de 2025.
| Nome                 | Nat.                                          | Início                 | Fim                    | J   | V   | E  | D  | GM  | GS  | %V     | Títulos                                                                           | N     |
| -------------------- | --------------------------------------------- | ---------------------- | ---------------------- | --- | --- | -- | -- | --- | --- | ------ | --------------------------------------------------------------------------------- | ----- |
| Manuel Gourlade      | Portugal                                      | 4 de novembro de 1906  | 22 de março de 1908    | 16  | 8   | 0  | 8  | 18  | 22  | 50.00  |                                                                                   |       |
| Cosme Damião         | Portugal                                      | 17 de outubro de 1908  | 28 de março de 1926    | 157 | 102 | 21 | 34 | 427 | 161 | 64.97  | 8 Campeonato de Lisboa                                                            | [ 2 ] |
| Ribeiro dos Reis     | Portugal                                      | 17 de outubro de 1908  | 26 de maio de 1929     | 52  | 28  | 11 | 13 | 128 | 86  | 53.85  |                                                                                   |       |
| Arthur John          | Inglaterra                                    | 20 de outubro de 1929  | 28 de junho de 1931    | 46  | 28  | 6  | 12 | 137 | 55  | 60.87  | 2 Campeonato de Portugal                                                          |       |
| Ribeiro dos Reis     | Portugal                                      | 10 de janeiro de 1932  | 30 de junho de 1934    | 56  | 37  | 8  | 11 | 135 | 70  | 66.07  | 1 Campeonato de Lisboa                                                            |       |
| Vítor Gonçalves      | Portugal                                      | 1 de outubro de 1934   | 30 de maio de 1936     | 63  | 41  | 9  | 13 | 184 | 91  | 65.08  | 1 Primeira Liga 1 Campeonato de Portugal                                          |       |
| Lippo Hertzka        | Hungria                                       | 1 de outubro de 1936   | 25 de junho de 1939    | 92  | 61  | 14 | 17 | 290 | 127 | 66.30  | 2 Primeira Liga                                                                   |       |
| János Biri           | Hungria                                       | 1 de setembro de 1939  | 2 de julho de 1947     | 272 | 194 | 25 | 53 | 982 | 470 | 71.32  | 3 Primeira Divisão 3 Taça de Portugal 1 Campeonato de Lisboa                      |       |
| Lippo Hertzka        | Hungria                                       | 1 de setembro de 1947  | 30 de junho de 1948    | 30  | 22  | 3  | 5  | 97  | 42  | 73.33  |                                                                                   |       |
| Ted Smith            | Inglaterra                                    | 1 de julho de 1948     | 6 de abril de 1952     | 109 | 73  | 18 | 18 | 354 | 148 | 66.97  | 1 Primeira Divisão 2 Taça de Portugal 1 Taça Latina                               | [ 4 ] |
| Cândido Tavares      | Portugal                                      | 3 de dezembro de 1951  | 15 de junho de 1952    | 17  | 13  | 1  | 3  | 59  | 19  | 76.47  | 1 Taça de Portugal                                                                |       |
| Alberto Zozaya       | Argentina                                     | 1 de setembro de 1952  | 1 de fevereiro de 1953 | 15  | 10  | 1  | 4  | 45  | 17  | 66.67  |                                                                                   |       |
| Ribeiro dos Reis     | Portugal                                      | 2 de fevereiro de 1953 | 20 de dezembro de 1953 | 28  | 19  | 7  | 2  | 77  | 28  | 67.86  | 1 Taça de Portugal                                                                |       |
| José Valdivieso      | Argentina                                     | 21 de dezembro de 1953 | 31 de maio de 1954     | 19  | 8   | 3  | 8  | 46  | 37  | 42.11  |                                                                                   |       |
| Otto Glória          | Brasil                                        | 1 de agosto de 1954    | 14 de junho de 1959    | 169 | 113 | 30 | 26 | 447 | 163 | 66.86  | 2 Primeira Divisão 2 Taça de Portugal                                             |       |
| José Valdivieso      | Argentina                                     | 14 de junho de 1954    | 30 de junho de 1959    | 1   | 1   | 0  | 0  | 1   | 0   | 100.00 | 1 Taça de Portugal                                                                |       |
| Béla Guttmann        | Hungria                                       | 1 de julho de 1959     | 30 de junho de 1962    | 124 | 89  | 20 | 15 | 402 | 144 | 71.77  | 2 Primeira Divisão 2 European Cup                                                 |       |
| Fernando Caiado      | Portugal                                      | 1 de julho de 1962     | 1 de julho de 1962     | 1   | 1   | 0  | 0  | 3   | 0   | 100.00 | 1 Taça de Portugal                                                                |       |
| Fernando Riera       | Chile                                         | 1 de outubro de 1962   | 30 de maio de 1963     | 43  | 33  | 5  | 5  | 130 | 44  | 76.74  | 1 Primeira Divisão                                                                |       |
| Lajos Czeizler       | Hungria                                       | 1 de junho de 1963     | 30 de junho de 1964    | 41  | 33  | 6  | 2  | 169 | 44  | 80.49  | 1 Primeira Divisão 1 Taça de Portugal                                             |       |
| Elek Schwartz        | Roménia                                       | 1 de julho de 1964     | 30 de junho de 1965    | 46  | 33  | 7  | 6  | 157 | 41  | 71.74  | 1 Primeira Divisão                                                                |       |
| Béla Guttmann        | Hungria                                       | 1 de julho de 1965     | 30 de junho de 1966    | 38  | 25  | 7  | 6  | 116 | 51  | 65.79  |                                                                                   |       |
| Fernando Riera       | Chile                                         | 1 de julho de 1966     | 30 de novembro de 1967 | 49  | 35  | 8  | 6  | 123 | 33  | 67.35  | 1 Primeira Divisão                                                                | [ 6 ] |
| Fernando Cabrita     | Portugal                                      | 1 de dezembro de 1967  | 7 de abril de 1968     | 18  | 13  | 2  | 3  | 51  | 17  | 72.22  |                                                                                   |       |
| Otto Glória          | Brasil                                        | 8 de abril de 1968     | 8 de fevereiro de 1970 | 75  | 45  | 16 | 14 | 170 | 65  | 60.00  | 2 Primeira Divisão 1 Taça de Portugal                                             |       |
| José Augusto         | Portugal                                      | 9 de fevereiro de 1970 | 14 de maio de 1970     | 16  | 12  | 3  | 1  | 44  | 13  | 75.00  | 1 Taça de Portugal                                                                |       |
| Jimmy Hagan          | Inglaterra                                    | 30 de junho de 1970    | 23 de setembro de 1973 | 120 | 94  | 14 | 12 | 339 | 80  | 78.33  | 3 Primeira Divisão 1 Taça de Portugal                                             |       |
| Fernando Cabrita     | Portugal                                      | 23 de setembro de 1973 | 9 de junho de 1974     | 35  | 24  | 6  | 5  | 83  | 25  | 68.57  |                                                                                   |       |
| Milorad Pavić        | República Socialista Federativa da Iugoslávia | 1 de julho de 1974     | 30 de junho de 1975    | 41  | 27  | 10 | 4  | 86  | 21  | 65.85  | 1 Primeira Divisão                                                                |       |
| Mário Wilson         | Portugal                                      | 1 de julho de 1975     | 30 de junho de 1976    | 37  | 25  | 5  | 7  | 108 | 32  | 67.57  | 1 Primeira Divisão                                                                |       |
| John Mortimore       | Inglaterra                                    | 1 de julho de 1976     | 30 de junho de 1979    | 114 | 79  | 22 | 13 | 244 | 77  | 69.30  | 1 Primeira Divisão                                                                |       |
| Mário Wilson         | Portugal                                      | 1 de julho de 1979     | 30 de junho de 1980    | 39  | 27  | 7  | 5  | 102 | 27  | 69.23  | 1 Taça de Portugal                                                                |       |
| Lajos Baróti         | Hungria                                       | 1 de julho de 1980     | 30 de junho de 1982    | 92  | 63  | 16 | 13 | 187 | 59  | 68.48  | 1 Primeira Divisão 1 Taça de Portugal 1 Supertaça de Portugal                     |       |
| Sven-Göran Eriksson  | Suécia                                        | 1 de julho de 1982     | 30 de junho de 1984    | 91  | 65  | 17 | 9  | 223 | 60  | 71.43  | 2 Primeira Divisão 1 Taça de Portugal                                             |       |
| Pál Csernai          | Hungria                                       | 1 de julho de 1984     | 30 de junho de 1985    | 45  | 28  | 7  | 10 | 100 | 41  | 62.22  | 1 Taça de Portugal                                                                |       |
| John Mortimore       | Inglaterra                                    | 1 de julho de 1985     | 30 de junho de 1987    | 88  | 60  | 19 | 9  | 173 | 52  | 68.18  | 1 Primeira Divisão 2 Taça de Portugal 1 Supertaça Cândido de Oliveira             |       |
| Ebbe Skovdahl        | Dinamarca                                     | 10 de julho de 1987    | 28 de novembro de 1987 | 16  | 10  | 3  | 3  | 24  | 7   | 62.50  |                                                                                   |       |
| Toni                 | Portugal                                      | 28 de novembro de 1987 | 30 de junho de 1989    | 87  | 52  | 24 | 11 | 158 | 52  | 59.77  | 1 Primeira Divisão                                                                |       |
| Sven-Göran Eriksson  | Suécia                                        | 1 de julho de 1989     | 30 de junho de 1992    | 143 | 94  | 31 | 18 | 304 | 85  | 65.73  | 1 Primeira Divisão 1 Supertaça Cândido de Oliveira                                |       |
| Tomislav Ivić        | Croácia                                       | 1 de julho de 1992     | 25 de outubro de 1992  | 12  | 7   | 3  | 2  | 23  | 8   | 58.33  |                                                                                   |       |
| Toni                 | Portugal                                      | 26 de outubro de 1992  | 30 de junho de 1994    | 85  | 57  | 19 | 9  | 176 | 62  | 67.06  | 1 Primeira Divisão 1 Taça de Portugal                                             |       |
| Artur Jorge          | Portugal                                      | 1 de julho de 1994     | 9 de setembro de 1995  | 54  | 28  | 15 | 11 | 92  | 45  | 51.85  |                                                                                   |       |
| Mário Wilson         | Portugal                                      | 10 de setembro de 1995 | 30 de junho de 1996    | 43  | 29  | 7  | 7  | 77  | 39  | 67.44  | 1 Taça de Portugal                                                                |       |
| Paulo Autuori        | Brasil                                        | 1 de julho de 1996     | 19 de janeiro de 1997  | 23  | 14  | 4  | 5  | 43  | 19  | 60.87  |                                                                                   |       |
| Mário Wilson         | Portugal                                      | 20 de janeiro de 1997  | 26 de janeiro de 1997  | 1   | 0   | 0  | 1  | 1   | 2   | 0.00   |                                                                                   |       |
| Manuel José          | Portugal                                      | 27 de janeiro de 1997  | 20 de setembro de 1997 | 29  | 14  | 5  | 10 | 39  | 33  | 48.28  |                                                                                   |       |
| Mário Wilson         | Portugal                                      | 21 de setembro de 1997 | 1 de novembro de 1997  | 6   | 3   | 3  | 0  | 9   | 4   | 50.00  |                                                                                   |       |
| Graeme Souness       | Escócia                                       | 2 de novembro de 1997  | 2 de maio de 1999      | 71  | 41  | 15 | 15 | 139 | 65  | 57.75  |                                                                                   |       |
| Shéu Han             | Portugal                                      | 3 de maio de 1999      | 30 de maio de 1999     | 4   | 2   | 1  | 1  | 10  | 5   | 50.00  |                                                                                   |       |
| Jupp Heynckes        | Alemanha                                      | 1 de julho de 1999     | 18 de setembro de 2000 | 48  | 27  | 8  | 13 | 81  | 55  | 56.25  |                                                                                   |       |
| José Mourinho        | Portugal                                      | 20 de setembro de 2000 | 5 de dezembro de 2000  | 11  | 6   | 3  | 2  | 17  | 9   | 54.55  |                                                                                   |       |
| Toni                 | Portugal                                      | 6 de dezembro de 2000  | 23 de dezembro de 2001 | 43  | 17  | 16 | 10 | 67  | 58  | 39.53  |                                                                                   |       |
| Jesualdo Ferreira    | Portugal                                      | 25 de dezembro de 2001 | 24 de novembro de 2002 | 30  | 16  | 7  | 7  | 65  | 32  | 53.33  |                                                                                   |       |
| Fernando Chalana     | Portugal                                      | 25 de novembro de 2002 | 30 de novembro de 2002 | 1   | 1   | 0  | 0  | 3   | 0   | 100.00 |                                                                                   |       |
| José Antonio Camacho | Espanha                                       | 1 de dezembro de 2002  | 30 de maio de 2004     | 71  | 47  | 14 | 10 | 132 | 60  | 71.43  | 1 Taça de Portugal                                                                |       |
| Giovanni Trapattoni  | Itália                                        | 1 de julho de 2004     | 30 de maio de 2005     | 51  | 29  | 10 | 12 | 82  | 50  | 56.86  | 1 Primeira Liga                                                                   |       |
| Ronald Koeman        | Países Baixos                                 | 1 de julho de 2005     | 30 de maio de 2006     | 49  | 27  | 11 | 11 | 64  | 38  | 55.10  | 1 Supertaça Cândido de Oliveira                                                   |       |
| Fernando Santos      | Portugal                                      | 1 de julho de 2006     | 17 de agosto de 2007   | 49  | 29  | 11 | 9  | 86  | 41  | 59.18  |                                                                                   |       |
| José Antonio Camacho | Espanha                                       | 18 de agosto de 2007   | 9 de março de 2008     | 38  | 18  | 13 | 7  | 57  | 29  | 47.37  |                                                                                   |       |
| Fernando Chalana     | Portugal                                      | 10 de março de 2008    | 11 de maio de 2008     | 10  | 3   | 3  | 4  | 13  | 13  | 30.00  |                                                                                   |       |
| Quique Flores        | Espanha                                       | 24 de maio de 2008     | 8 de junho de 2009     | 44  | 23  | 12 | 9  | 73  | 47  | 52.27  | 1 Taça da Liga                                                                    |       |
| Jorge Jesus          | Portugal                                      | 17 de junho de 2009    | 4 de junho de 2015     | 321 | 225 | 51 | 45 | 674 | 249 | 70.09  | 3 Primeira Liga 1 Taça de Portugal 5 Taça da Liga 1 Supertaça Cândido de Oliveira |       |
| Rui Vitória          | Portugal                                      | 15 de junho de 2015    | 3 de janeiro de 2019   | 180 | 123 | 27 | 30 | 382 | 160 | 68.33  | 3 Primeira Liga 1 Taça de Portugal 1 Taça da Liga 2 Supertaça Cândido de Oliveira |       |
| Bruno Lage           | Portugal                                      | 3 de janeiro de 2019   | 29 de junho de 2020    | 76  | 51  | 12 | 13 | 181 | 75  | 67.11  | 1 Primeira Liga 1 Supertaça Cândido de Oliveira                                   |       |
| Nélson Veríssimo     | Portugal                                      | 30 de junho de 2020    | 1 de agosto de 2020    | 6   | 4   | 1  | 1  | 13  | 5   | 66.67  |                                                                                   |       |
| Jorge Jesus          | Portugal                                      | 3 de agosto de 2020    | 28 de dezembro de 2021 | 83  | 56  | 16 | 14 | 185 | 80  | 67.47  |                                                                                   |       |
| Nélson Veríssimo     | Portugal                                      | 28 de dezembro de 2021 | 13 de maio de 2022     | 25  | 12  | 7  | 6  | 41  | 29  | 48.00  |                                                                                   |       |
| Roger Schmidt        | Alemanha                                      | 18 de maio de 2022     | 31 de agosto de 2024   | 115 | 80  | 20 | 15 | 250 | 97  | 69.57  | 1 Primeira Liga 1 Supertaça Cândido de Oliveira                                   |       |
| Bruno Lage           | Portugal                                      | 5 de setembro de 2024  | Presente               | 56  | 38  | 8  | 10 | 140 | 55  | 67.86  | 1 Taça da Liga 1 Supertaça Cândido de Oliveira                                    |       |